# Andrzej Bystram
Andrzej Zygmunt Bystram (ur. 9 lutego 1980 w Chełmnie) – polski piłkarz ręczny grający  na pozycji prawoskrzydłowego i trener.

## Życiorys
Karierę sportową rozpoczął w 1990 roku w MKS Brodnica. W 1996 zmienił klub na GKS Wybrzeże Gdańsk, skąd trafił do reprezentacji Polski juniorów, a później do reprezentacji młodzieżowej. Od 1998 występował w klubach ekstraklasy: GKS Wybrzeże Gdańsk (1998–1999), SKF Metalplast Oborniki Wielkopolskie (1999–2002), KS Vive Kielce (2002–2006) i Traveland-Społem Olsztyn (2006–2008). W barwach KS Vive Kielce zdobył złoty medal i tytuł Mistrza Polski (2002/2003), a także srebrny (2003/2004) i brązowy (2004/2005) medal Mistrzostw Polski. Dwukrotnie też wywalczył Puchar Polski (2003 i 2004). W 2004 został powołany do pierwszej reprezentacji Polski seniorów, z którą wziął udział w eliminacjach do Mistrzostw Europy.
Z Olsztyna przeszedł do I-ligowego Vetrexu Sokoła Kościerzyna, a latem 2009 stał się zawodnikiem II-ligowego AZS UKW Bydgoszcz. Karierę zawodniczą zakończył w 2011 roku w klubie GKS Wybrzeże Gdańsk awansując z nim do I ligi. Od 2013 jest trenerem dzieci i młodzieży w klubach GTPR Vistal Gdynia i UKS Siódemka - Osowa Gdańsk. Od 2015 drugi trener kobiet GTPR Vistal Gdynia.

## Kariera klubowa
- 1990–1996 – MKS Brodnica
- 1996–1999 – GKS Wybrzeże Gdańsk
- 1999–2002 – SKF Metalplast Oborniki
- 2002–2006 – KS Vive Kielce
- 2006–2008 – Traveland-Społem Olsztyn
- 2008–2009 – Vetrex Sokół Kościerzyna
- 2009–2010 – AZS UKW Bydgoszcz[4]
- 2010–2011 – GKS Wybrzeże Gdańsk

## Osiągnięcia
- Mistrzostwa Polski
- 2002/2003:  1. miejsce z KS Vive Kielce
- 2003/2004:  2. miejsce z KS Vive Kielce
- 2004/2005:  3. miejsce z KS Vive Kielce